# Бату Апої
Бату Апої — один з 5 мукімів (районів) округи (даера) Тембуронґ, на сході Брунею. Межує за Малайзією.

## Райони
- Кампонг Бату Апої
- Кампонг Сунгаї Раданг
- Кампонг Пеліунан
- Кампонг Сунгаї Бантаіан
- Кампонг Гадонг Бару
- Кампонг Луаган
- Кампонг Негаланг Іринг
- Кампонг Негаланг Унат
- Кампонг Лакіун
- Кампонг Танйонг Бунгар
- Кампонг Ламалінг
- Кампонг Селапон
- Кампонг Секуроп

4°40′56″ пн. ш. 115°11′30″ сх. д. / 4.68222° пн. ш. 115.19167° сх. д.
| Бруней | Це незавершена стаття з географії Брунею. Ви можете допомогти проєкту, виправивши або дописавши її. |